# Бочков, Сергей (легкоатлет)
Серге́й Бочко́в (азерб. Sergey Boçkov, 20 августа 1979) — азербайджанский легкоатлет, выступавший в тройном прыжке. Участник летних Олимпийских игр 2000 года.

## Биография
Сергей Бочков родился 20 августа 1979 года.
В начальной школе занимался плаванием. Впоследствии попал в спортивную школу, где работал тренер по лёгкой атлетике, будущий наставник сборной Азербайджана Магеррам Султанзаде, который стал первым наставником Бочкова.
В юношеском возрасте был чемпионом Азербайджана в тройном прыжке, прыжках в длину и беге на 60 метров, призёром чемпионата Азии.
В 1998 году вышел в финал юниорского чемпионата мира по лёгкой атлетике, где занял 7-е место с результатом 16,00 метра.
В 2000 году вошёл в состав сборной Азербайджана на летних Олимпийских играх в Сиднее. В квалификации тройного прыжка показал результат 16,01, заняв 30-е место и уступив 74 сантиметра худшему из попавших в финал — Уолтеру Дэвису из США.
В 2004 году вошёл в состав сборной Азербайджана на летних Олимпийских играх в Афинах, но в соревнованиях не участвовал, сославшись на травму. По мнению Бочкова, он травмировался из-за некачественных условий подготовки, однако Федерация лёгкой атлетики Азербайджана дисквалифицировала его на два года, посчитав его симулянтом. 
Дважды выступал на чемпионатах мира, но оба раза не попал в финал. В 1999 году в Севилье показал результат 15,91, в 2001 году в Эдмонтоне — 16,19.
В 2008 году возобновил карьеру, рассчитывая выступить на Играх исламской солидарности, но они не состоялись. Завершил карьеру в 2009 году.
Кумиром в лёгкой атлетике называл британского прыгуна тройным Джонатана Эдвардса.
Живёт и работает в Москве.

## Семья
Брат Сергея Бочкова также занимался лёгкой атлетикой под руководством Султанзаде.

## Личные рекорды
- Тройной прыжок — 17,01 (3 июня 2004, Баку)[5]
- Тройной прыжок (в помещении) — 16,20 (16 февраля 2003, Москва)[5]